# Ponikve (gmina Dobrepolje)
Ponikve – wieś w Słowenii, w gminie Dobrepolje. W 2018 roku liczyła 521 mieszkańców.